# Dialetto palermitano
Il palermitano (palejmmetano) è una variante diatopica occidentale della lingua siciliana, parlata nella città di Palermo, nelle sue frazioni e in alcune aree della sua città metropolitana.

## Caratteristiche
La variante diatopica conosciuta come palermitano, differisce più o meno marcatamente dai dialetti di altri areali siciliani - soprattutto a livello fonetico e lessicale - anche se non di molto rispetto ai restanti dialetti occidentali della Sicilia, dei quali forma parte.
Un fenomeno al quale si assiste frequentemente è la dittongazione delle vocali toniche, con ritrazione dell'accento tonico sulla prima vocale del dittongo: si dice ad esempio bìeddu 'bello' anziché bèddu, cacùocciulu 'carciofo' anziché cacòcciulu.

## Espressioni e modi di dire
Il palermitano è ricco di espressioni e modi di dire, talvolta molto complessi e coloriti, che fanno spesso parte integrante della conversazione, al punto di riuscire a comunicare un intero e complesso concetto o sensazione attraverso poche o addirittura singole parole.
Difatti si sostiene che utilizzando le espressioni tipiche, il concetto venga espresso con maggior effetto all'interlocutore.